# جيمس جاردين
جيمس جاردين (بالإنجليزية: James Jardine)‏ (29 يناير 1794 - 13 يناير 1872) هو لاعب كريكت بريطاني (وحمل سابقاً جنسية المملكة المتحدة لبريطانيا العظمى وأيرلندا ومملكة بريطانيا العظمى).